# موتور حاج شریف شه‌بخش
موتور حاج شریف شه‌بخش روستایی در دهستان دومک بخش نصرت‌آباد شهرستان زاهدان استان سیستان و بلوچستان ایران است.

## جمعیت
بر پایه سرشماری عمومی نفوس و مسکن در سال ۱۳۹۵ جمعیت این روستا ۵۲ نفر (۱۱خانوار) بوده‌است.